# 18891 Kamler
18891 Kamler este un asteroid din centura principală de asteroizi.

## Descriere
18891 Kamler este un asteroid din centura principală de asteroizi. A fost descoperit pe 8 martie 2000 la Socorro, New Mexico, în cadrul proiectului LINEAR. Asteroidul prezintă o orbită caracterizată de o semiaxă mare de 2,42 ua, o excentricitate de 0,12 și o înclinație de 3,8° în raport cu ecliptica.